# Латинизация
В лингвистиката романизация или още латинизация е представянето на написана дума или изговорена реч с латинска азбука или система за подобно представяне, където оригиналните думи или език използва различна графична система (азбука) или няма такава. Методи за романизация включват транслитерация или представяне на писмен текст, или транскрипция за репрезентиране на произнасяна дума. Второто може да се подраздели на фонемична транскрипция със записи на фонеми или единици от семантичното значение в речта или по-стриктна фонетична транскрипция, която записва речевите звукове с голяма прецизност. Всяка романизация има соствени правила за произнасяне на романизираните думи.
Примери за езици, към които такъв процес е често прилаган са китайски, японски, корейски и славянски езици.

## Романизация по азбуки

### Български
- Обтекаема система за транслитерация на българската кирилица
- Транслитерация на българските букви с латински

### Китайски
- Романизация на китайския език

#### Мандарин
- Пинин

### Корейски
- Романизация на корейския език
- Система на Маккюн-Райшауер

### Японски
- Ромаджи
  - Хепбърн